# 188256 Stothoff
188256 Stothoff este o planetă minoră (asteroid) din centura de asteroizi. A fost descoperită pe 7 decembrie 2002 la Observatorul Național Kitt Peak de Marc Buie⁠(d). 
Obiectul prezintă o orbită caracterizată de o semiaxă mare de 2,376921095049 UAi, o excentricitate de 0,12911952712128, o înclinație de 7,8307342022967 ° în raport cu ecliptica.